# Spilopteron latiareolatum
Spilopteron latiareolatum är en stekelart som beskrevs av Wang 1988. Spilopteron latiareolatum ingår i släktet Spilopteron och familjen brokparasitsteklar. Inga underarter finns listade i Catalogue of Life.